# Gran Premio della Malesia 2008
Il Gran Premio di Malesia 2008 è stata la seconda prova del campionato mondiale di Formula 1 2008. La gara, corsa domenica 23 marzo sul Circuito di Sepang, è stata vinta dal finlandese Kimi Räikkönen su Ferrari, al sedicesimo successo in carriera. Raikkonen ha preceduto all'arrivo il polacco Robert Kubica su BMW Sauber ed il connazionale Heikki Kovalainen su McLaren-Mercedes.

## Prove
Nella prima sessione del venerdì, si è avuta questa situazione:
| Pos | N° | Pilota            | Costruttore      | Tempo    | Gap    | Giri |
| --- | -- | ----------------- | ---------------- | -------- | ------ | ---- |
| 1   | 2  | Felipe Massa      | Ferrari          | 1'35"392 |        | 20   |
| 2   | 1  | Kimi Räikkönen    | Ferrari          | 1'36"459 | +1"067 | 8    |
| 3   | 23 | Heikki Kovalainen | McLaren-Mercedes | 1'36"556 | +0"497 | 21   |

Nella seconda sessione del venerdì, si è avuta questa situazione:
| Pos | N° | Pilota         | Costruttore      | Tempo    | Gap    | Giri |
| --- | -- | -------------- | ---------------- | -------- | ------ | ---- |
| 1   | 22 | Lewis Hamilton | McLaren-Mercedes | 1'35"055 |        | 32   |
| 2   | 2  | Felipe Massa   | Ferrari          | 1'35"206 | +0"151 | 33   |
| 3   | 1  | Kimi Räikkönen | Ferrari          | 1'35"428 | +0"373 | 36   |

Nella sessione del sabato mattina, si è avuta questa situazione:
| Pos | N° | Pilota         | Costruttore | Tempo    | Gap    | Giri |
| --- | -- | -------------- | ----------- | -------- | ------ | ---- |
| 1   | 3  | Nick Heidfeld  | BMW Sauber  | 1'35"019 |        | 18   |
| 2   | 1  | Kimi Räikkönen | Ferrari     | 1'35"262 | +0"243 | 17   |
| 3   | 5  | Felipe Massa   | Ferrari     | 1'35"388 | +0"369 | 17   |

## Qualifiche
| Pos | Griglia | Nome                 | Squadra/Motore      | Q1       | Q2       | Q3       |
| --- | ------- | -------------------- | ------------------- | -------- | -------- | -------- |
| 1   | 1       | Felipe Massa         | Ferrari             | 1:35.347 | 1:34.412 | 1:35.748 |
| 2   | 2       | Kimi Räikkönen       | Ferrari             | 1:35.645 | 1:34.188 | 1:36.230 |
| 3   | 8       | Heikki Kovalainen    | McLaren-Mercedes    | 1:35.227 | 1:34.759 | 1:36.613 |
| 4   | 9       | Lewis Hamilton       | McLaren-Mercedes    | 1:35.392 | 1:34.627 | 1:36.709 |
| 5   | 3       | Jarno Trulli         | Toyota              | 1:35.205 | 1:34.960 | 1:36.711 |
| 6   | 4       | Robert Kubica        | BMW Sauber          | 1:35.794 | 1:34.811 | 1:36.727 |
| 7   | 5       | Nick Heidfeld        | BMW Sauber          | 1:35.729 | 1:34.648 | 1:36.753 |
| 8   | 6       | Mark Webber          | Red Bull-Renault    | 1:35.440 | 1:34.967 | 1:37.009 |
| 9   | 7       | Fernando Alonso      | Renault             | 1:35.983 | 1:35.140 | 1:38.450 |
| 10  | 10      | Timo Glock           | Toyota              | 1:35.891 | 1:35.000 | 1:39.656 |
| 11  | 11      | Jenson Button        | Honda               | 1:35.847 | 1:35.208 |          |
| 12  | 12      | David Coulthard      | Red Bull-Renault    | 1:36.058 | 1:35.408 |          |
| 13  | 13      | Nelson Piquet Jr.    | Renault             | 1:36.074 | 1:35.562 |          |
| 14  | 14      | Rubens Barrichello   | Honda               | 1:36.198 | 1:35.622 |          |
| 15  | 15      | Sebastian Vettel     | Toro Rosso-Ferrari  | 1:36.111 | 1:35.648 |          |
| 16  | 16      | Nico Rosberg         | Williams-Toyota     | 1:35.843 | 1:35.670 |          |
| 17  | 17      | Giancarlo Fisichella | Force India-Ferrari | 1:36.240 |          |          |
| 18  | 22      | Kazuki Nakajima      | Williams-Toyota     | 1:36.388 |          |          |
| 19  | 18      | Sébastien Bourdais   | Toro Rosso-Ferrari  | 1:36.677 |          |          |
| 20  | 19      | Takuma Satō          | Super Aguri-Honda   | 1:37.087 |          |          |
| 21  | 20      | Adrian Sutil         | Force India-Ferrari | 1:37.101 |          |          |
| 22  | 21      | Anthony Davidson     | Super Aguri-Honda   | 1:37.481 |          |          |

- Heikki Kovalainen e Lewis Hamilton sono stati retrocessi di 5 posizioni per aver ostacolato Nick Heidfeld e Fernando Alonso nel loro ultimo giro lanciato.
- Kazuki Nakajima è stato retrocesso di 10 posizioni per la responsabilità dell'incidente causato nel Gran Premio d'Australia 2008.

## Gara
La Ferrari, dopo che nelle qualifiche aveva mostrato un passo decisamente più veloce rispetto agli avversari ottenendo la prima fila, riscatta solo in parte la magra figura del primo GP. Al via Räikkönen attacca subito Massa, che resiste e mantiene la testa della corsa; alla prima curva Trulli ed Heidfeld si disturbano e concedono a Kubica di salire in terza posizione davanti a Webber. Hamilton, scattato bene dalla quinta fila, passa Trulli con un bel sorpasso alla curva quattro. Mentre le due Ferrari allungano con un ritmo insostenibile per gli altri, Heidfeld risale dai bassifondi passando Alonso e Coulthard in un colpo solo alla fine del quarto giro e salendo così all’ottavo posto.
Massa sosta al giro 16, Kimi ha un giro di carburante in più del brasiliano e lo sfrutta al meglio realizzando due parziali record, scavalcando di poco il compagno al momento della sosta. Hamilton, perde una quindicina di secondi ai box per un problema all’anteriore destra e resta alle spalle di Mark Webber, mentre entrambi vengono sopravanzati da Trulli e Kovalainen, che sale al quarto posto.
Il distacco tra le due Ferrari sembra stabile sui cinque secondi, con Kubica ad oltre venti, ma la doppietta sfuma al trentunesimo giro, quando Massa va in testacoda, insabbiandosi. La seconda parte di gara vede solo Hamilton e Heidfeld passare Webber al secondo pit-stop; nel finale di gara l’inglese raggiunge e attacca Jarno Trulli, che però resiste fino alla fine. 
Räikkönen porta a casa la vittoria (la prima stagionale per la Ferrari e la sedicesima della sua carriera, a 5 anni esatti dal suo primo successo), davanti agli ottimi Robert Kubica e Heikki Kovalainen, capace di rimontare con una gara pulita lontano dai guai. Quarto Trulli, quinto Hamilton; sesto Heidfeld, che al penultimo giro strappa il record della gara proprio a Räikkönen; settimo Webber; ottavo, a punti, Fernando Alonso. Hamilton mantiene la vetta della classifica con 14 punti, tre di vantaggio su Heidfeld e Räikkönen e quattro su Kovalainen.

### Risultati
| Pos | N  | Pilota               | Costruttore         | Giro | Tempo/Ritiro             | Griglia | Punti |
| --- | -- | -------------------- | ------------------- | ---- | ------------------------ | ------- | ----- |
| 1   | 1  | Kimi Räikkönen       | Ferrari             | 56   | 1:31:18.555              | 2       | 10    |
| 2   | 4  | Robert Kubica        | BMW Sauber          | 56   | + 19.5 s                 | 4       | 8     |
| 3   | 23 | Heikki Kovalainen    | McLaren-Mercedes    | 56   | + 38.4 s                 | 8       | 6     |
| 4   | 11 | Jarno Trulli         | Toyota              | 56   | + 45.8 s                 | 3       | 5     |
| 5   | 22 | Lewis Hamilton       | McLaren-Mercedes    | 56   | + 46.5 s                 | 9       | 4     |
| 6   | 3  | Nick Heidfeld        | BMW Sauber          | 56   | + 49.8 s                 | 5       | 3     |
| 7   | 10 | Mark Webber          | Red Bull-Renault    | 56   | + 68.1 s                 | 6       | 2     |
| 8   | 5  | Fernando Alonso      | Renault             | 56   | + 70.0 s                 | 7       | 1     |
| 9   | 9  | David Coulthard      | Red Bull-Renault    | 56   | + 76.2 s                 | 12      | 0     |
| 10  | 16 | Jenson Button        | Honda               | 56   | + 86.2 s                 | 11      | 0     |
| 11  | 6  | Nelson Piquet Jr.    | Renault             | 56   | + 92.2 s                 | 13      | 0     |
| 12  | 21 | Giancarlo Fisichella | Force India-Ferrari | 55   | + 1 giro                 | 17      | 0     |
| 13  | 17 | Rubens Barrichello   | Honda               | 55   | + 1 giro                 | 14      | 0     |
| 14  | 7  | Nico Rosberg         | Williams-Toyota     | 55   | + 1 giro                 | 16      | 0     |
| 15  | 19 | Anthony Davidson     | Super Aguri-Honda   | 55   | + 1 giro                 | 21      | 0     |
| 16  | 18 | Takuma Satō          | Super Aguri-Honda   | 55   | + 1 giro                 | 19      | 0     |
| 17  | 8  | Kazuki Nakajima      | Williams-Toyota     | 55   | + 1 giro                 | 22      | 0     |
| Rit | 15 | Sebastian Vettel     | Toro Rosso-Ferrari  | 38   | Motore                   | 15      | 0     |
| Rit | 2  | Felipe Massa         | Ferrari             | 30   | Testacoda                | 1       | 0     |
| Rit | 20 | Adrian Sutil         | Force India-Ferrari | 6    | Testacoda                | 20      | 0     |
| Rit | 12 | Timo Glock           | Toyota              | 1    | Collisione con N.Rosberg | 10      | 0     |
| Rit | 14 | Sébastien Bourdais   | Toro Rosso-Ferrari  | 0    | Incidente                | 18      | 0     |

## Classifiche Mondiali

### Piloti
| Pos | Pilota             | Punti |
| --- | ------------------ | ----- |
| 1   | Lewis Hamilton     | 14    |
| 2   | Kimi Räikkönen     | 11    |
| 3   | Nick Heidfeld      | 11    |
| 4   | Heikki Kovalainen  | 10    |
| 5   | Robert Kubica      | 8     |
| 6   | Nico Rosberg       | 6     |
| 7   | Fernando Alonso    | 6     |
| 8   | Jarno Trulli       | 5     |
| 9   | Kazuki Nakajima    | 3     |
| 10  | Sébastien Bourdais | 2     |
| 11  | Mark Webber        | 2     |

### Costruttori
| Pos | Team             | Punti |
| --- | ---------------- | ----- |
| 1   | McLaren-Mercedes | 24    |
| 2   | BMW Sauber       | 19    |
| 3   | Ferrari          | 11    |
| 4   | Williams-Toyota  | 9     |
| 5   | Renault          | 6     |
| 6   | Toyota           | 5     |
| 7   | STR-Ferrari      | 2     |
| 8   | RBR-Renault      | 2     |